# Torcy-le-Grand (Aube)
 Torcy-le-Grand  es una población y comuna francesa, en la región de Champaña-Ardenas, departamento de Aube, en el distrito de Troyes y cantón de Arcis-sur-Aube.

## Demografía
| 232 | 254 | 343 | 401 | 414 | 414 |
| Para los censos de 1962 a 1999 la población legal corresponde a la población sin duplicidades (Fuente: INSEE [Consultar]) |     |     |     |     |     |